# Siphunculina minima
Siphunculina minima är en tvåvingeart som först beskrevs av Meijere 1908.  Siphunculina minima ingår i släktet Siphunculina och familjen fritflugor. Inga underarter finns listade i Catalogue of Life.